# Homard à l'américaine
Pour les articles homonymes, voir Homard, Américain et Armorique (homonymie).
Le homard à l'américaine ou homard à l'armoricaine est une spécialité culinaire gastronomique traditionnelle de la cuisine parisienne et plus généralement de la gastronomie française, à base de homard (ou de langouste) à la sauce américaine, (huile d'olive, beurre, sauce tomate, oignon, échalote, ail, vin blanc, et cognac...),. 

## Histoire

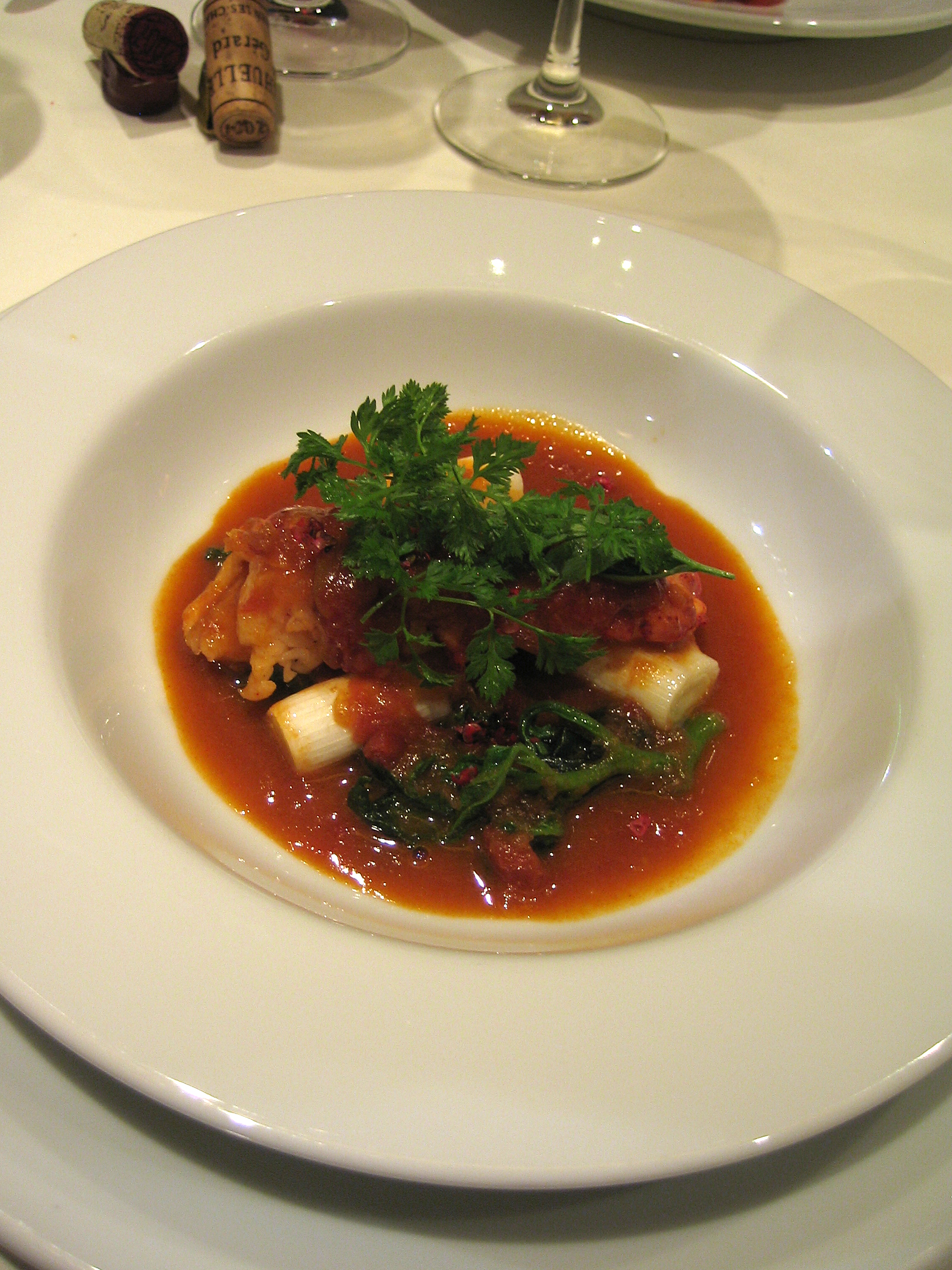

Le célèbre critique culinaire français Curnonsky attribue la création de cette recette gastronomique au chef cuisinier Pierre Fraysse (natif de Sète dans le Languedoc) qui, après avoir travaillé un temps comme chef cuisinier au Café Américain de Chicago aux États-Unis, ouvre avec succès, en 1854, son restaurant gastronomique Chez Peter's — qui est le prénom « Pierre » américanisé, en rapport à son précédent séjour — au passage des Princes sur le boulevard des Italiens (2e arrondissement de Paris). Il crée avec succès cette recette du « homard à l'américaine » aussi appelée « homard à la languedocienne servi avec sa sauce américaine » en 1860.
Or, une précédente recette similaire appelée sous le nom de « Homard Bonnefoy » était connue depuis 1853 à la carte du restaurant Bonnefoy, du chef cuisinier provençal Constant Guillot,.
Le Larousse gastronomique de 1938, du chef cuisinier Prosper Montagné, publie cette recette, par erreur de rédaction, sous le nom de « Homard à l'armoricaine » (restée depuis dans l'histoire de la cuisine française).
La recette est généralement réalisée avec du homard breton (d'Armorique, important producteur de homard européen), ou du homard américain (ou canadien),. On trouve ainsi des recettes intitulées « Homard armoricain à l’américaine » ou « Homard américain à l'armoricaine »,,.

## Ingrédients
Outre les homards, le cognac, et le vin blanc, la réalisation de cette recette nécessite pour la sauce américaine : huile d'olive, beurre, tomates, carotte, oignon, échalotes, ail,  concentré de tomates, laurier, piment de Cayenne, citron, persil, estragon et fumet de poisson.

## Préparation
Après avoir ébouillanté les homards, retirer les pinces, et faire revenir et dorer les morceaux de queue de homard dans une réduction de beurre et d'huile d'olive. Puis faire mijoter le tout dans une cocotte, avec tomates, carotte, oignon, échalotes, ails, vin blanc, et cognac. La sauce peut être relevée de citron, persil, estragon hachés et piment de Cayenne,. Le plat peut être flambé au cognac.

## Accord mets/vin
Pour accompagner cette recette gastronomique relevée au cognac, il est conseillé traditionnellement de servir un vin blanc de caractère.